# Pandrof
Pandrof (nje. Parndorf, mađ. Pándorfalu), naselje u Austriji, u saveznoj zemlji Gradišću u kotaru Niuzalju. Pored ostalih naroda, nastanjuju ga Hrvati iz podskupine Haca. 2001. godine imao je 3.967 stanovnika.

## Zemljopis
Pandrof u zapadnom dijelu je podno Litavske gore. Nalazi se u Pandrofskoj ravnici. Udaljen je 7 km sjeverno od Nežiderskog jezera.

## Zanimljivosti
18. listopada 2018.  su otvorili prvi cimitor za živine u Gradišću, takozvani „Panonski cimitor“. Cimitor je na 6.000 kvadratnih metrov velikom arealu med Pandrofom i Novim Selom. Areal je prije pripadao ASFINAG-u. Oko šest metrov visoka skulptura je postavna u sredini cimitora kot simbolični čuvar. U sredini leži poseban prostor za održavanje pogrebnih svetačnosti. Na jednoj strani će biti polag plana pravi cimitor za živine, a na drugoj će se oblikovati prirodni park s dvimi paviljoni, od kih će jedan biti obrašćen rožami, drugi trsi. Kanu na ovom arealu stvoriti i mogućnost za pokop človika u biološki raspadljivoj urni, da bi se človik mogao dati pokopati uz svoju dragu živinu. U planu je dva metre visok plot kot barijera protiv divljih živin.

## Gospodarstvo
U Pandrofu 24. rujna 2020. je bio nakop za obnovljenje parka vjetarnic. 23 postojeće vjetarnice ćedu izminiti s 13 novih, eficijentnijih vjetarnic. Novimi vjetarnicami Energije Gradišće ćedu moć nuditi ekostruju za prik 32.000 domaćinstav, duplo toliko kot dosada.  Nove vjetarnice u Pandrofu ćedu pojti u pogon u jeseni 2021. ljeta.

## Šport
- SC/ESV Pandrof
- ASV Novo Selo-Pandrof, iz Novog Sela kod Pandrofa.

## Poznate osobe
- Jive Žigmund Karner, rođen u Pandrofu.
- Šimon Meršić, živio u Pandrofu.
- Šimon Knefac, svećenik, bio je kapelan u Pandrofu.
- Štefan Geošić, svećenik, službovao u Pandrofu.
- Markus Vuketić, austrijski diplomat, veleposlanik Republike Austrije u Hrvatskoj, treti gradišćanski Hrvat kot veleposlanik u Hrvatskoj po Endri Berlakoviću i Rudolfu Bogneru[4]

## Vanjske poveznice
- Službene stranice